# سیارک ۲۳۱۲۱
سیارک ۲۳۱۲۱ (به انگلیسی: 23121 Michaelding، نامگذاری:2000AP51) بیست و سه هزار و صد و بیست و یکمین سیارک کشف شده‌است که در ۴ ژانویه ۲۰۰۰ کشف شد.
قدر مطلق سیارک برابر ۱۷.۰ است.